# إبراهام كابلان
إبراهام كابلان هو فيلسوف إسرائيلي، ولد في 11 يونيو 1918 في أوديسا في أوكرانيا، وتوفي في 19 يونيو 1993 في لوس أنجلوس في الولايات المتحدة.